# Caryota rumphiana
Caryota rumphiana är en enhjärtbladig växtart som beskrevs av Carl Friedrich Philipp von Martius. Caryota rumphiana ingår i släktet Caryota och familjen Arecaceae. Inga underarter finns listade i Catalogue of Life.

## Bildgalleri

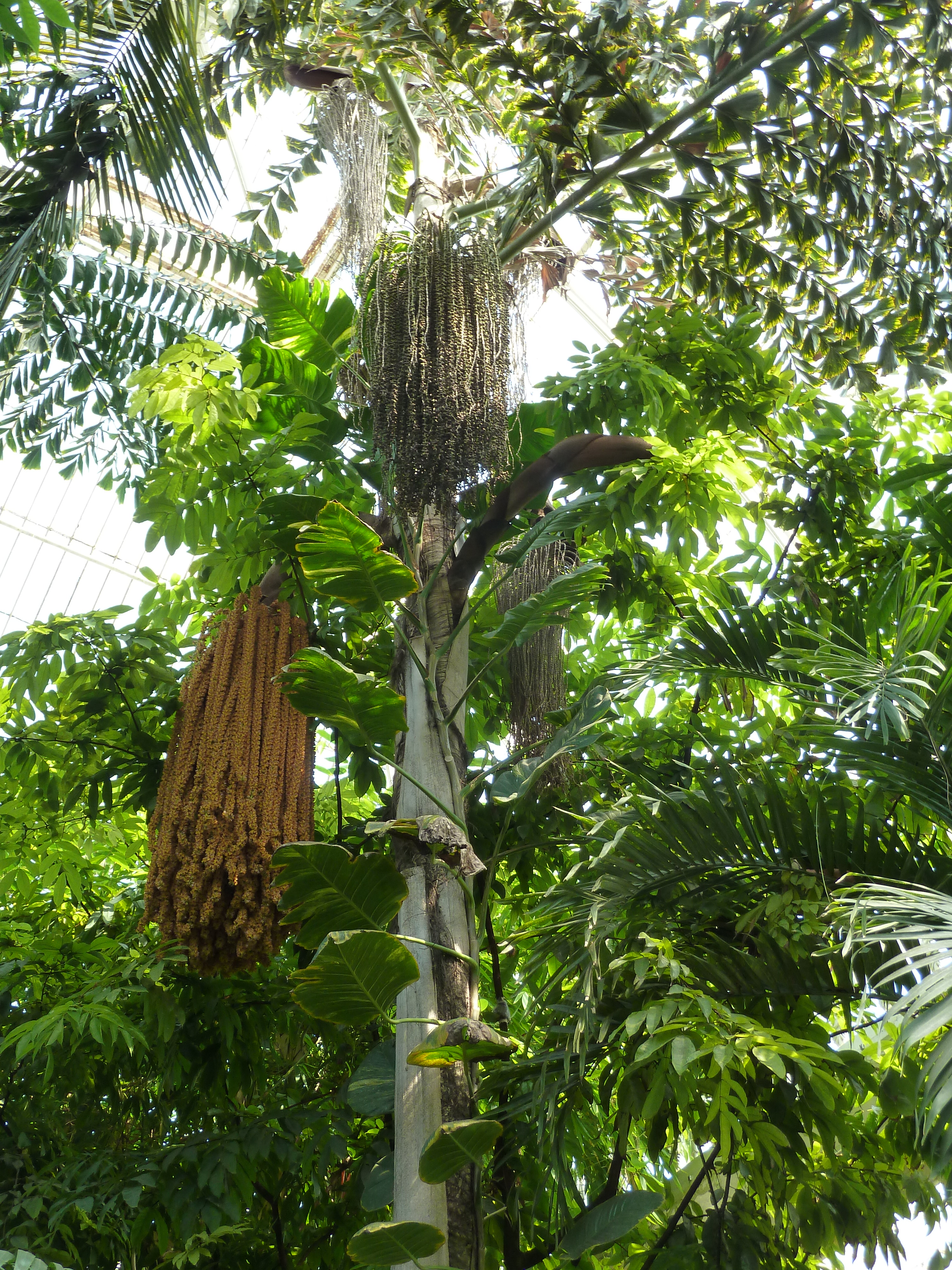
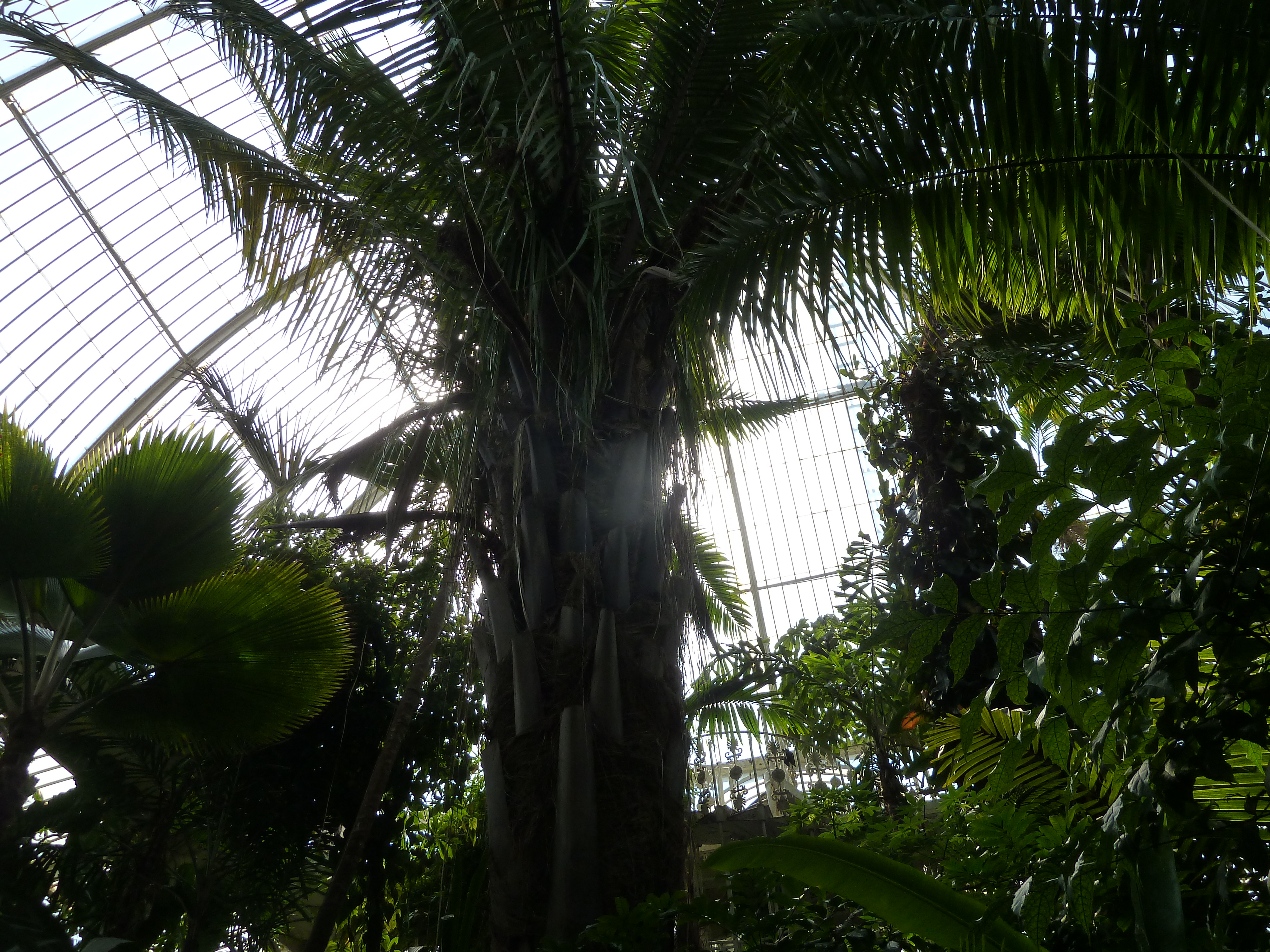
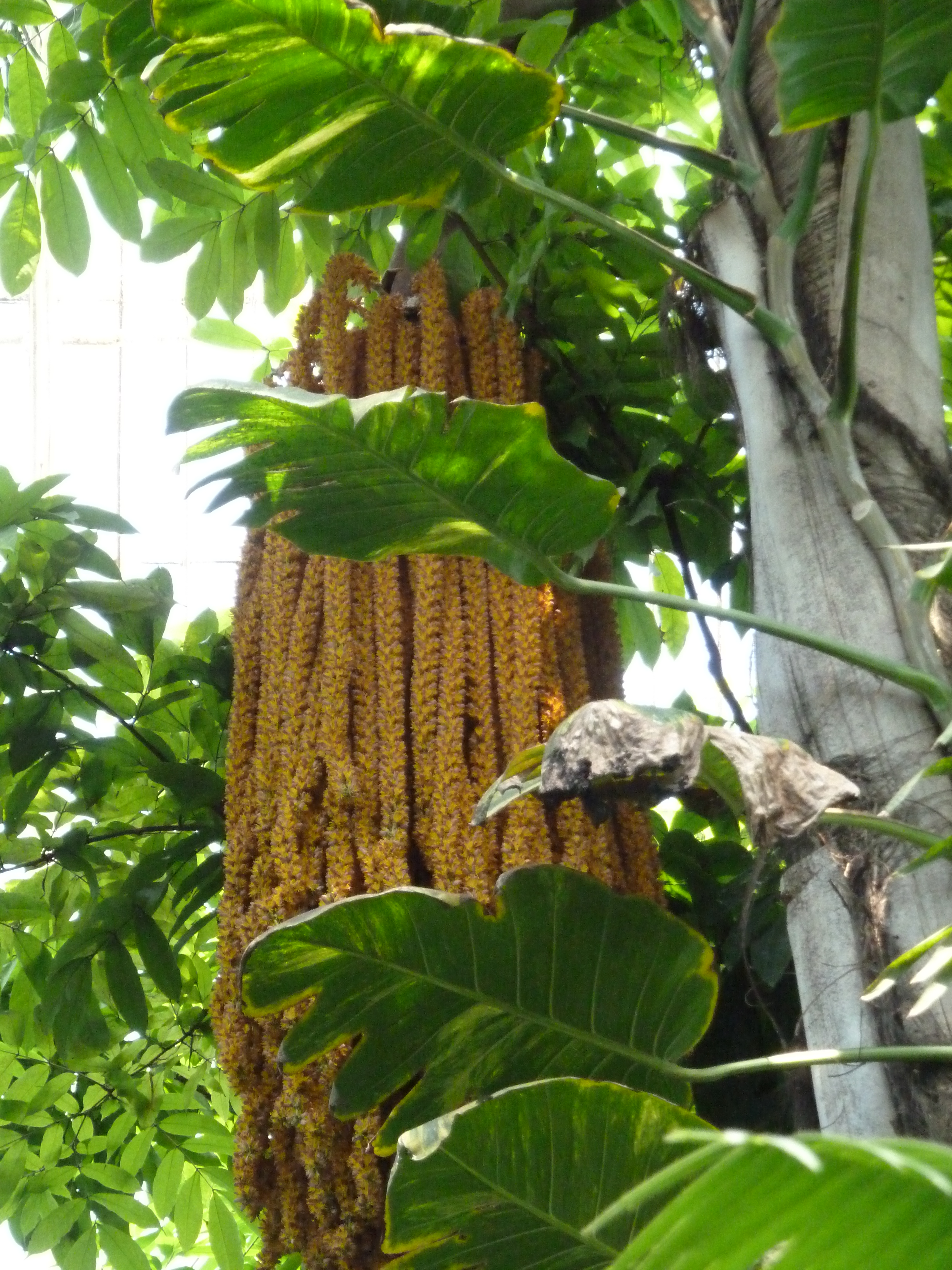
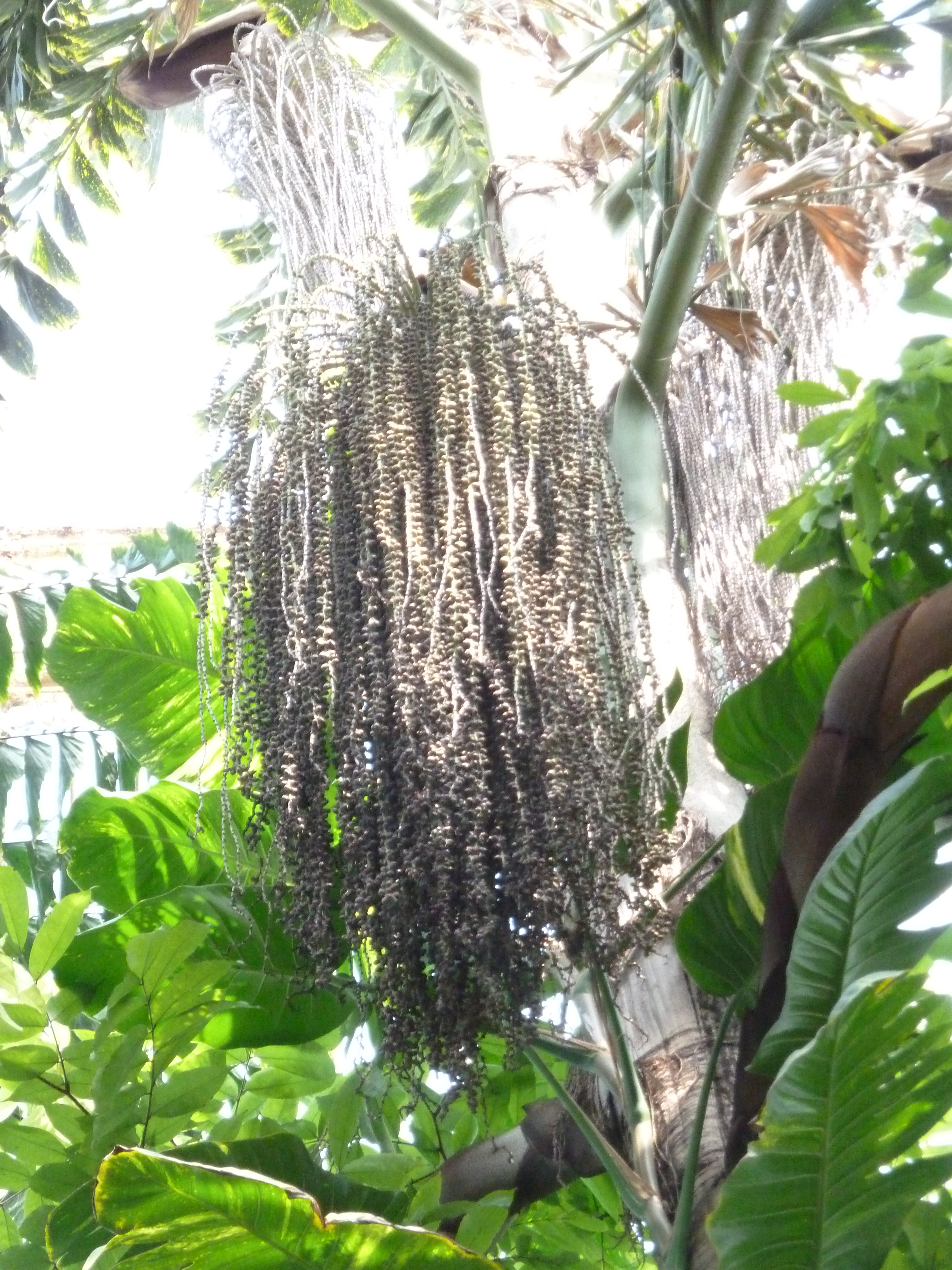